# Avant-Garde de Saint-Denis
L’Avant-Garde de Saint-Denis (AGSD) est un ancien patronage paroissial de Saint-Denis (Seine-Saint-Denis) devenu une association omnisports et culturelle.

## Historique

### Les premiers pas
En 1895, l’archevêché de Paris érige l’abbatiale de Saint-Denis en paroisse et le clergé organise immédiatement une garderie d’enfant qui devient en 1906 le patronage Saint-Louis avec activités récréatives, culturelles et sportives pour les jeunes le jeudi et le dimanche. La gymnastique et la clique apparaissent deux ans plus tard et prennent le nom d’Avant-Garde de Saint-Denis en 1911. L’abbé Lenoir, directeur du patronage et M. Cailleux, premier président, déclarent en préfecture le 17 mai 1913 l’association sise au 1, rue de la Légion d'honneur dans le cadre de la loi de 1901. Dès août 1914 la déclaration de guerre entraîne sa mise en sommeil.

### Le temps de l’abbé Joly

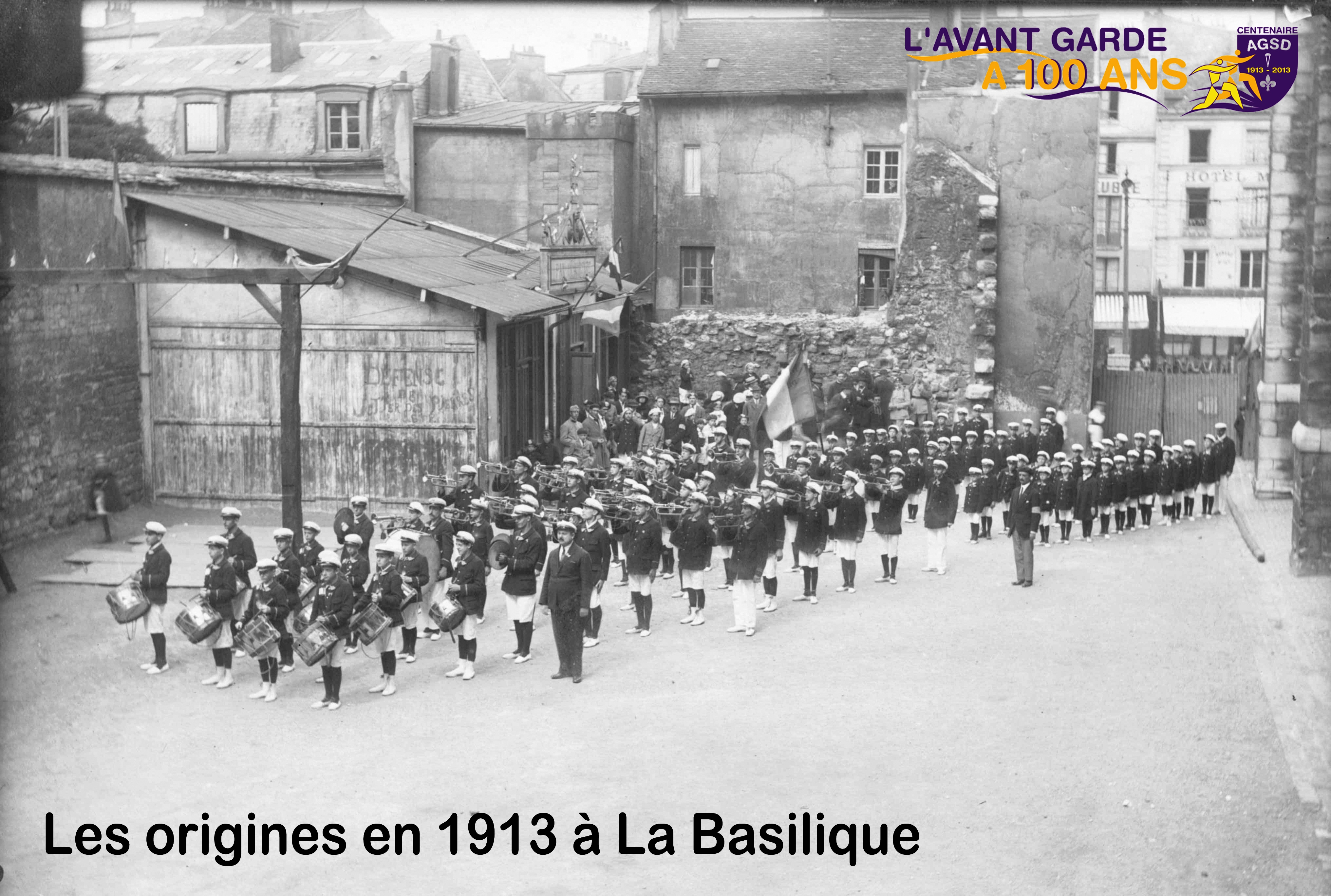
L'AGSD au début du XXe siècle.

En 1916, un jeune séminariste réformé, Marcel Joly, rouvre aux jeunes les portes de la paroisse le jeudi et le dimanche et, dès la fin des hostilités, relance l’Avant-Garde qu’il affilie en 1920 à la Fédération gymnastique et sportive des patronages de France (FGSPF) pour participer au grand concours du champ de Mars. Ordonné prêtre le 29 juin 1921 il est nommé vicaire-directeur du patronage créant rapidement le football et l’athlétisme pour lesquels il loue un terrain de 6 hectares à Aubervilliers en 1929 puis l’escrime, la chorale, le théâtre, le cinéma, la kermesse annuelle, la colonie Saint-Louis à Maltot dans le Calvados.
Il embauche le tambour-major de la Garde républicaine, Gabriel Defrance, pour la clique qui devient une harmonie et un orchestre symphonique. Pour la gymnastique, il achète un terrain afin d’y construire un gymnase. Le patronage compte alors plus de 3 000 membres. En 1930  l’AGSD reçoit en donation un immeuble et un terrain à Saint-Denis vite aménagés en salle de gymnastique par des bénévoles. La gymnastique et la fanfare se déplacent en Algérie pour le centenaire de la prise d'Alger en 1930 puis en 1932 en Belgique aux concours internationaux de Verviers et Liège et ensuite à ceux de Ljubljana en Yougoslavie, Vienne en Autriche, Venise en Italie. En 1936, est construite la salle Saint Denis pour le théâtre, les concerts de l’harmonie, le cinéma pour les enfants du patronage, les cercles d’étude et création de la section basketball.
Pendant la guerre les activités  restent en sommeil mais dès 1945 l’Avant-Garde redémarre avec succès : la musique remporte le grand prix fédéral de la Fédération sportive de France (FSF) en 1947, 1948, 1949, 1950 puis à nouveau en 1962 et 1963. La gymnastique masculine n’est pas en reste ; elle est championne fédérale par équipes en 1947, 1948, 1950, 1953 et 1954. En 1948 la gymnastique féminine est créée par le curé Evavasseur alors que matinées récréatives, séances de cinéma pour les enfants, bals avec attractions, galas de gymnastiques, concerts et représentations artistiques et littéraires se multiplient. À Maltot, rénové grâce aux dommages de guerre et qui fait l’objet d’une donation en janvier 1957, l’AGSD reçoit chaque été de nombreux colons. En 1956 un nouveau directeur, le père Lejeune seconde l’abbé Joly.

### Le temps des doutes
En 1961 la rénovation urbaine entraine l'expropriation des terrains de Saint-Denis. Le basket trouve refuge au palais des sports, la gymnastique salle Saint-Denys, le judo à la résidence sociale et la fanfare dans le sous-sol de la basilique mais les autres activités disparaissent ou périclitent. Entretemps, en 1965, l'abbé Berger a succédé à l'abbé Lejeune à la tête du patronage. Le 13 décembre 1969 la colonie de Maltot devenue financièrement ingérable est vendue et, alors que l’abbé Joly s’éteint dans sa 82e année le 2 février 1972, l'abbé Berger quitte Saint-Denis pour une mission au Cambodge. Il n'est pas remplacé : en vertu des consignes de Vatican 2 il n’y a plus de prêtre-directeur au patronage et il revient aux laïcs de s’occuper entièrement des associations.

### Le temps des laïcs

Le gymnase de l'abbé Joly.

Roger Le Bricquir reprend les rênes du patronage et le 11 octobre 1975 est inauguré le gymnase abbé Joly mais sur 3 000 membres il n’en reste à peine que 150. Seul le basket-ball s’est maintenu au niveau Nationale 2, le judo et la gymnastique sont engourdis et la fanfare continue son activité sous le sigle d’AEP-AGSD. Le karaté, la gymnastique de maintien, la danse rythmique, le tennis et son école, le tennis de table, la musculation prennent le relais : 700 adhérents en 1981. Les activités se multiplient : aïkido, taekwondo, danse de salon, éveil de l'enfant, yoga, danse classique, volley-ball, trampoline : 1 000 membres à l’aube du XXIe siècle. Le 18 novembre 1988 est inaugurée l’extension des locaux existants : une salle de musculation en sous-sol, un appartement pour un gardien et un foyer d’accueil pour les enfants et les parents. En 1997 l’AGSD embauche un directeur administratif appointé.

### Vers un nouveau siècle
Avec l’aide de la municipalité, du conseil général, du ministère des sports et d’un emprunt, la réhabilitation du gymnase et l’aménagement des parties nouvelles se poursuivent. Le 12 décembre 2005 de nouveaux locaux sont inaugurés : bureau d’accueil, deux salles spécialisées de gymnastique, dojo supplémentaire, vestiaires et sanitaires appropriés et salle de musculation. Le gymnase, toujours géré et administré par des bénévoles est utilisé dans la journée par les collèges, les lycées et les universités Paris VIII et Paris XIII. En octobre 2010 une nouvelle salle est encore crée ; on recense 1 210 adhérents en décembre 2011 et 1 284 un an plus tard.
En 2016, le club centenaire se met au goût du jour en ouvrant une nouvelle section, l'AGSD combat, qui regroupe le judo, le jujitsu brésilien, le Mixed martial arts (MMA), la boxe thaïlandaise et le Lady boxing. Redouane Amrani, qui avait mis en place le Jiu-jitsu brésilien en 2015, est secondé par Désiré Gbenouga  pour le MMA, Zakaria Benzerman pour le judo et le jujitsu brésilien, Alexandre Carol pour la boxe thaïlandaise.

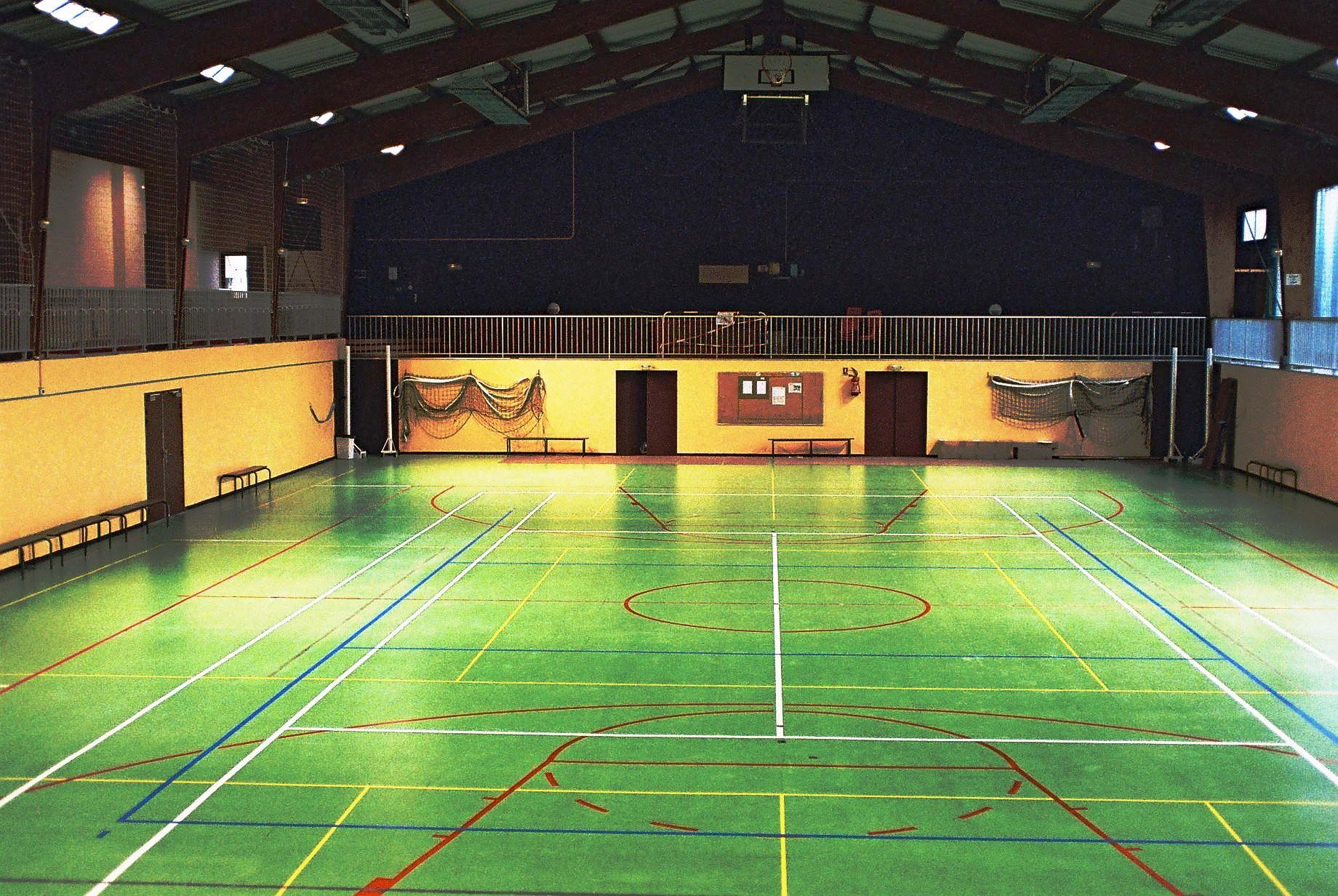
Salle omnisports de l'AGSD.
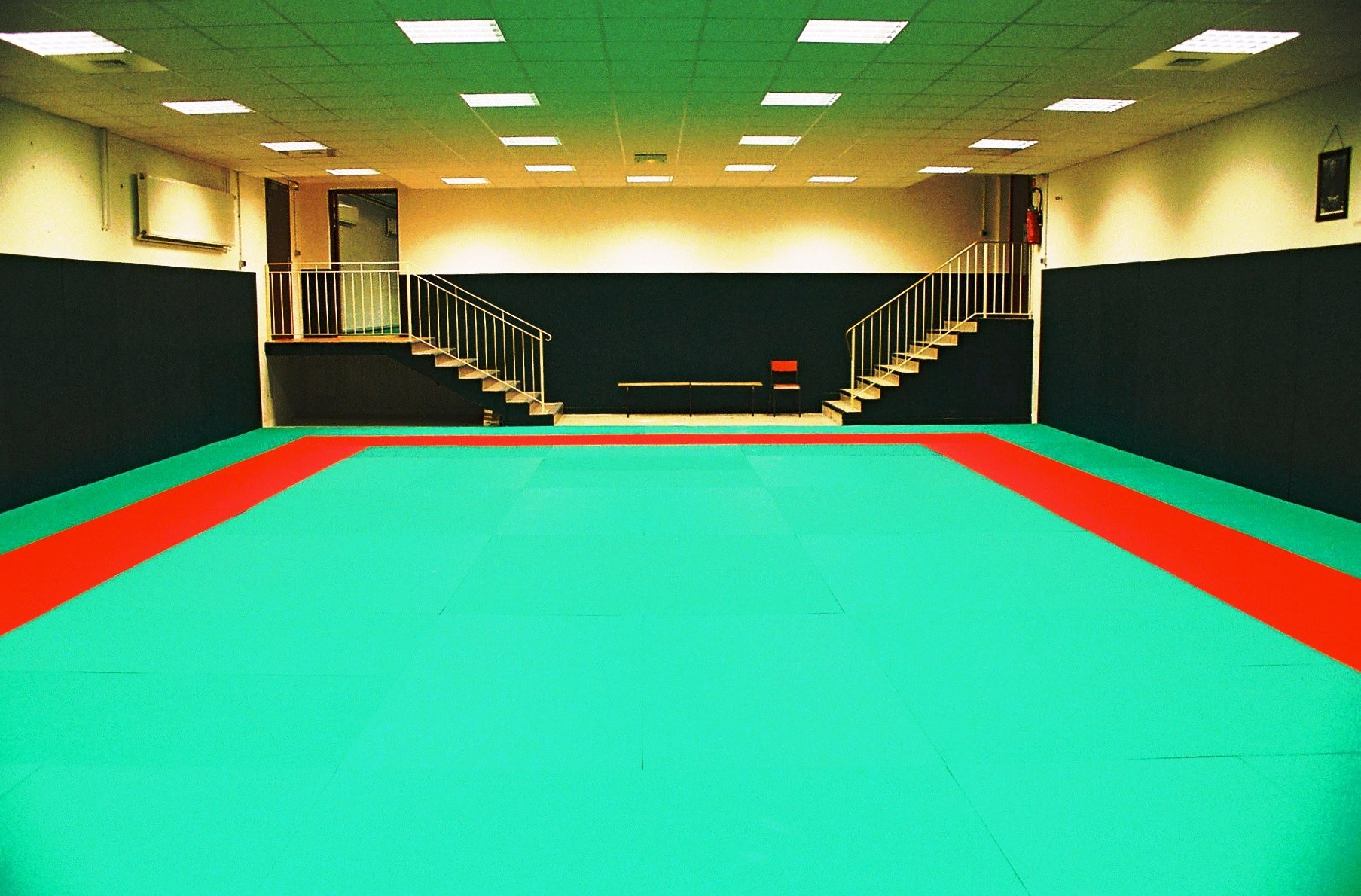
Dojo de l'AGSD.
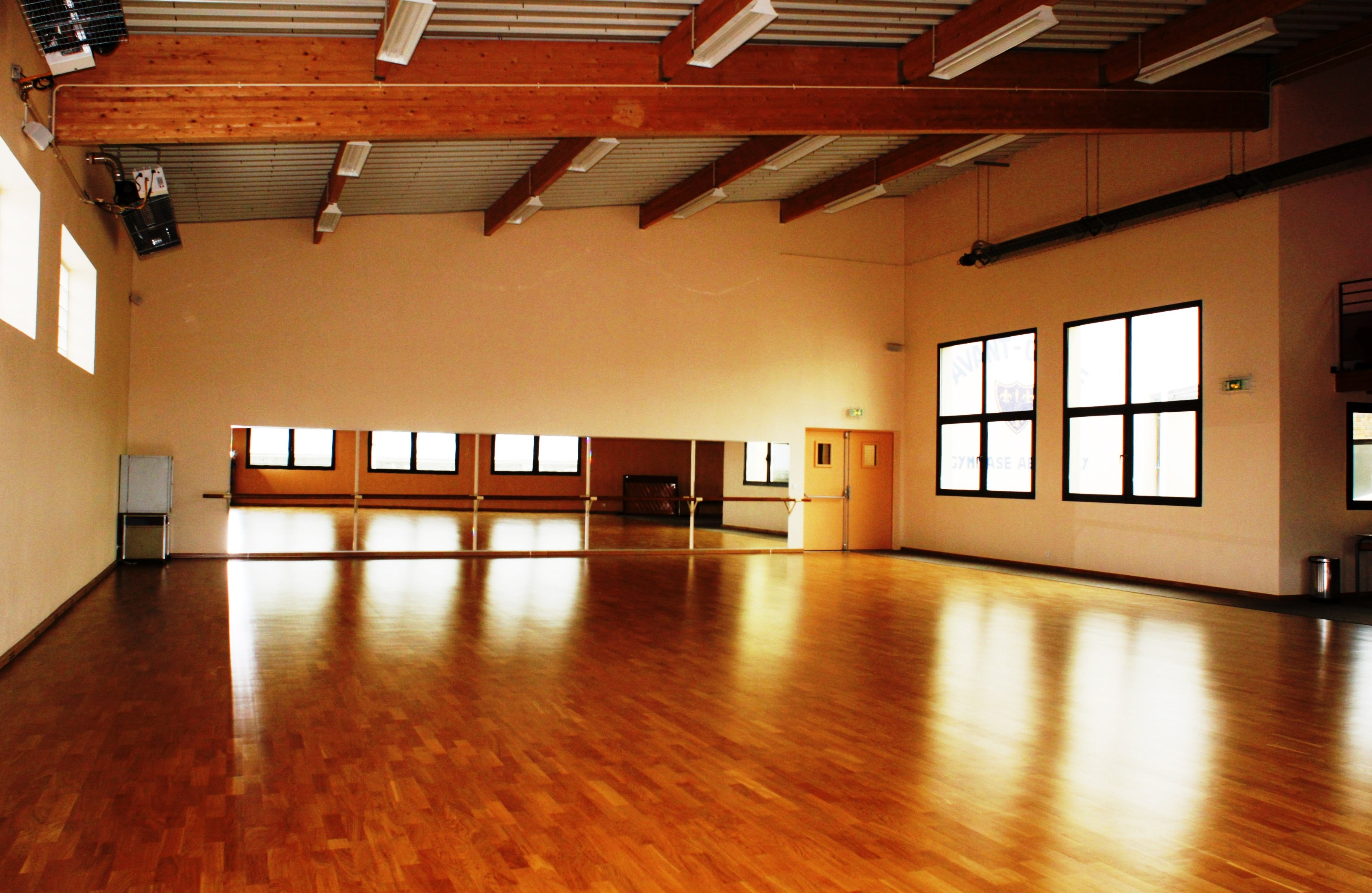
Salle de danse de l'AGSD.

## Les activités
En 2014 l'Avant-Garde de Saint-Denis offre à ses sociétaires 28 activités différentes :
- activités de musculation et d’entretien : aérostep, musculation, stretching, zumba, pilates, body gym, renforcement musculaire ;
- activités musicales : batterie fanfare, comédie musicale ;
- arts martiaux : aïkido, judo, Jiu-jitsu brésilien, boxe thaïlandaise,Lady boxing, MMA, karaté, pencak-Silat et taekwondo ;
- danses : reggae, danse de salon, modern’jazz, rock, salsa ;
- sports : éveil de l'enfant, gymnastique sportive masculine et féminine, volley-ball

## Dirigeants

### Présidents
| # | Nom               | Période     |
| - | ----------------- | ----------- |
| 1 | A. Cailleux       | 1913-1921   |
| 2 | M. Piot           | 1921-1940   |
| 3 | M. Gennevrier     | 1940-1956   |
| 4 | Jean Ribier       | 1956-1969   |
| 5 | M. Dupuis         | 1969-1972   |
| 6 | Roger Le Bricquir | 1972-1981   |
| 7 | Jean Mornet       | 1981-2021   |
| 8 | Michel Cochinard  | depuis 2021 |

### Aumôniers-directeurs
| # | Nom          | Période   |
| - | ------------ | --------- |
| 1 | abbé Lenoir  | 1911-1921 |
| 2 | abbé Joly    | 1921-1956 |
| 3 | abbé Lejeune | 1956-1965 |
| 4 | abbé Berger  | 1965-1972 |

Le dernier directeur-aumônier, l’abbé Berger, quitte l'association en 1972.